# The Videos 86-98
The Videos 86>98 es una colección de vídeos del grupo inglés de música electrónica, Depeche Mode, la mayoría dirigidos por Anton Corbijn, publicada inicialmente en formato de videocinta VHS en 1998 como contraparte visual del disco The Singles 86>98 de ese mismo año.
Desde 1999 estuvo disponible en formato digital en América, y en 2000 en Europa, convirtiéndose así en el primer material de Depeche Mode publicado en DVD.
Como su nombre dice, contiene los videos de los sencillos del grupo de 1986 a 1998, excepto el de Condemnation que es una versión en directo tomada del videocasete Devotional de 1993, casi exactamente las mismas canciones que aparecen en el disco The Singles 86>98, solamente el orden es ligeramente distinto.

## Edición original
| The Videos 86>98 |                                                                          |          |  |
| N.º              | Título                                                                   | Duración |  |
| 1.               | «Entrevista con Depeche Mode» (breve documental sobre The Singles 86>98) |          |  |
| 2.               | «Stripped» (vídeo, 1986)                                                 |          |  |
| 3.               | «A Question of Lust» (vídeo, 1986)                                       |          |  |
| 4.               | «A Question of Time» (vídeo, 1986)                                       |          |  |
| 5.               | «Strangelove» (vídeo, 1987)                                              |          |  |
| 6.               | «Never Let Me Down Again» (vídeo, 1987)                                  |          |  |
| 7.               | «Behind the Wheel» (vídeo, 1987)                                         |          |  |
| 8.               | «Little 15» (vídeo, 1988)                                                |          |  |
| 9.               | «Everything Counts» (vídeo en vivo de 1988, del álbum 101)               |          |  |
| 10.              | «Personal Jesus» (vídeo, 1989)                                           |          |  |
| 11.              | «Enjoy the Silence» (vídeo, 1990)                                        |          |  |
| 12.              | «Policy of Truth» (vídeo, 1990)                                          |          |  |
| 13.              | «World in My Eyes» (vídeo,1990)                                          |          |  |
| 14.              | «I Feel You» (vídeo, 1993)                                               |          |  |
| 15.              | «Walking in My Shoes» (vídeo, 1993)                                      |          |  |
| 16.              | «Condemnation» (vídeo en vivo de 1993, del álbum Devotional)             |          |  |
| 17.              | «In Your Room» (vídeo, 1994)                                             |          |  |
| 18.              | «Barrel of a Gun» (vídeo, 1997)                                          |          |  |
| 19.              | «It's No Good» (vídeo, 1997)                                             |          |  |
| 20.              | «Home» (vídeo, 1997)                                                     |          |  |
| 21.              | «Useless» (vídeo, 1997)                                                  |          |  |
| 22.              | «Only When I Lose Myself» (vídeo, 1998)                                  |          |  |
| 23.              | «Depeche Mode – A Short Film» (Electronic Press Kit The Videos 86>98)    |          |  |

No hubo ninguna variación de contenido entre las ediciones en VHS y en DVD.

## Videos 86>98 +
Para 2002, The Videos 86>98 se publicó en dos discos retitulado Videos 86>98 +, el segundo disco de esta edición contiene tres videos de sencillos promocionales para Estados Unidos, esta vez sí el video regular de Condemnation y material adicional.
El disco uno es exactamente el mismo de la edición original de 1998, solo con diferente presentación física.
| Disco dos de Videos 86>98 + |                                                                         |          |  |
| N.º                         | Título                                                                  | Duración |  |
| 1.                          | «But Not Tonight» (vídeo, 1986)                                         |          |  |
| 2.                          | «Strangelove '88» (vídeo, 1988)                                         |          |  |
| 3.                          | «One Caress» (vídeo, 1993)                                              |          |  |
| 4.                          | «Condemnation» (vídeo, 1993)                                            |          |  |
| 5.                          | «Violator – Short Film» (Electronic Press Kit, 1990)                    |          |  |
| 6.                          | «Songs of Faith and Devotion – Short Film» (Electronic Press Kit, 1993) |          |  |
| 7.                          | «Ultra – Short Film» (Electronic Press Kit, 1997)                       |          |  |
| 8.                          | «Rush» (contenido oculto, Amylnitrate Mix, vídeomontaje, 1998)          |          |  |

La reedición se publicó de nuevo también en formato VHS, sólo para Europa, pero con el contenido sólo del primer disco, es decir, este es el mismo videocasete de 1998 tan solo con nueva portada. Fue el último material de DM publicado en videocinta.

## Créditos
Sven Harding - Dirección de la Entrevista y del Eletronic Press Kit The Videos 86>98.
Anton Corbijn - Dirección de A Question of Time, Strangelove, Never Let Me Down Again, Behind the Wheel, Personal Jesus, Enjoy the Silence, Policy of Truth, World in My Eyes, I Feel You, Walking in My Shoes, Condemnation en vivo, In Your Room, Barrel of A Gun, It's No Good, Useless y Condemnation.
Peter Care - Dirección del video de Stripped.
Clive Richardson - Dirección del video de A Question of Lust.
Martyn Atkins - Dirección de los videos de Little 15 y Strangelove '88.
D.A. Pannebaker - Dirección del video de Everything Counts en vivo.
Steven Green - Dirección del video de Home.
Brian Griffin - Dirección del video de Only When I Lose Myself.
Tamra Davis - Dirección del video de But Not Tonight.
Kevin Kerslake - Dirección del video de One Caress.
Depeche Mode - David Gahan, Martin Gore y Andrew Fletcher; Alan Wilder fue miembro hasta 1995 por lo cual no aparece en los cinco últimos videos del disco original.

## Datos
- La versión que aquí aparece de World in My Eyes es la edición del canal estadounidense de televisión MTV.

- Los videos de Behind the Wheel y Never Let Me Down Again aparecen en su versión corta.

- El video de Barrel of A Gun aparece en su versión larga.

- Los videos de Strangelove, Personal Jesus y Walking in My Shoes son las versiones sin censura.

- El video de But Not Tonight, para Videos 86>98 +, aparece también en su versión larga.

Siendo la colección referente al período de 1986 a 1998, al igual que su versión de audio engloba algunos de los más importantes videos del grupo, en este caso la mayoría dirigidos por el fotógrafo neerlandés Anton Corbijn, quien de la misma manera ha conseguido así con Depeche Mode una de sus más notables colaboraciones.
Después del lanzamiento de la colección en 1998 se relanzó la colección de 1985 The Singles 81>85, y de igual modo en Europa se relanzó la colección clásica de 1985 Some Great Videos escuetamente retitulada sólo como Some Great Videos 81>85, pero además de la modificación en el nombre y que la portada era igual a la de The Singles 81>85, el contenido es exactamente el mismo, por lo que en ese caso no se puede hablar de una contraparte para The Videos 86>98.